# Суковско језеро
Суковско језеро једна је од вештачких водених површина и јединствена тресава у сливу реке  Нишаве, настала преграђивањем кратке притоке реке Јерме.

## Положај и пространство
Суковско језеро налази се у сливу Јерме, на њеној левој долинској страни, код села Сукова. Удаљено је око 15 km од Пирота, и јако је неприступачно за долазак, због лошег сеоског пута од села Сукова.

## Географске одлике
Суковско језеро је настало преграђивањем кратке притоке реке Јерме Тивој дола, која извире у подножју Влашке планине.
Површина језера износи око 3,5 ha, а максимална дужина око 350 m.  Просечна дубина језера је око 2 m, мада у доњем делу језера она достиже и до 8. Већим делом језеро је покривено трском и приобалном травом, и доста нанетих грана.

## Намена
Језеро је предвиђено за наводњавање околног пољопривредног подручја, пре свега парцела под дуваном, али се не користи у те сврх. Данас је цео систем језера запуштен и у јако лошем стању.
Ово језеро не представља значајну рибарску воду. Водено огледало које је добро прекривено трском, травом, и са много препрека и грана, веома је интересантно риболовно подручје. Риболовцима је штука најзанимљивија врста риба која настањује ово језеро. Поред штуке у језеру живи гргеч, црвенперка, клен, шаран и бабушка.